# UFC Fight Night: Cejudo vs. Song
UFC Fight Night: Cejudo vs. Song (conosciuto anche come UFC Fight Night 252, UFC on ESPN + 110) è stato un evento di arti marziali miste tenuto dalla Ultimate Fighting Championship il 22 febbraio 2025 alla Climate Pledge Arena di Seattle, negli Stati Uniti.

## Risultati
|                  | Divisione             |                    |                 |                      | Metodo                                          | Round           | Tempo           | Premio          |
| Card Principale  | Card Principale       | Card Principale    | Card Principale | Card Principale      | Card Principale                                 | Card Principale | Card Principale | Card Principale |
| ---------------- | --------------------- | ------------------ | --------------- | -------------------- | ----------------------------------------------- | --------------- | --------------- | --------------- |
|                  | Pesi gallo            | Song Yadong        | batte           | Henry Cejudo         | Decisione tecnica unanime (29–28, 29–28, 30–27) | 3               | 5:00            |                 |
|                  | Pesi medi             | Anthony Hernandez  | batte           | Brendan Allen        | Decisione unanime (29–28, 29–28, 29–28)         | 3               | 5:00            |                 |
|                  | Catchweight (140 lbs) | Rob Font           | batte           | Jean Matsumoto       | Decisione unanime (29–28, 28–29, 29–28)         | 3               | 5:00            |                 |
|                  | Pesi piuma            | Jean Silva         | batte           | Melsik Baghdasaryan  | KO tecnico (pugni e gomitate)                   | 1               | 4:15            | POTN            |
|                  | Pesi mediomassimi     | Alonzo Menifield   | batte           | Julius Walker        | Decisione unanime (29–28, 30–27, 28–29)         | 3               | 5:00            | FOTN            |
| Card Preliminare |                       |                    |                 |                      |                                                 |                 |                 |                 |
|                  | Pesi mediomassimi     | Ion Cuțelaba       | batte           | İbo Aslan            | Sottomissione (arm-triangle choke)              | 1               | 2:51            |                 |
|                  | Pesi piuma            | Melquizael Costa   | batte           | Andre Fili           | Sottomissione (guillotine choke)                | 1               | 4:30            |                 |
|                  | Pesi medi             | Mansur Abdul-Malik | batte           | Nick Klein           | KO tecnico (pugni)                              | 2               | 3:24            |                 |
|                  | Pesi gallo            | Ricky Simón        | batte           | Javid Basharat       | KO (pugni)                                      | 1               | 3:58            | POTN            |
|                  | Catchweight (175 lbs) | Austin Vanderford  | batte           | Nikolay Veretennikov | KO tecnico (pugni)                              | 2               | 4:13            |                 |
|                  | Pesi medi             | Nursulton Ruziboev | batte           | Eric McConico        | KO tecnico (pugni)                              | 2               | 0:33            |                 |
|                  | Pesi mediomassimi     | Modestas Bukauskas | batte           | Raffael Cerqueira    | KO (pugni)                                      | 1               | 2:12            |                 |

## Premi
I lottatori premiati ricevettero un bonus di 50.000 dollari.
Legenda:
- FOTN: Fight of the Night (vengono premiati entrambi gli atleti per il miglior incontro dell'evento)
- POTN: Performance of the Night (viene premiato il vincitore per la migliore performance dell'evento)